# Далянски залив
Далянският залив (на китайски: 大连湾,Далянван; на пинин: Dàliánwān) е залив на Жълто море, съставна част на Корейския залив, край бреговете на Северен Китай, провинция Ляонин. Разположен е на югоизточното крайбрежие на Квантунския полуостров (Гуандун), крайна югозападна част на Ляодунския полуостров. Вдава се на 11 km навътре в сушата, ширина на входа 11 km, дълбочина до 20 m. Приливите са полуденонощни с височина до 3 m. Само по време на много студени зими се покрива с тънка ледена кора. По западния и южния му бряг е разположен големия град и пристанище Далян.